# Bánh đậu xanh

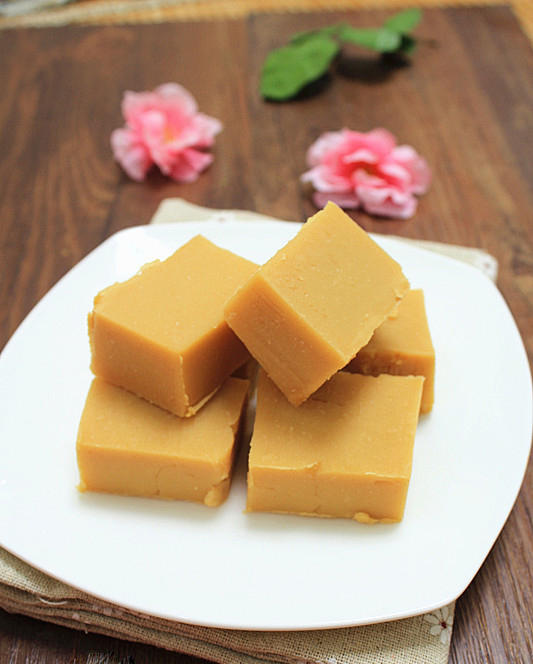
Bánh đậu xanh

Bánh đậu xanh là một loại bánh ngọt làm từ bột đậu xanh quết nhuyễn với đường và dầu thực vật hay mỡ động vật, thường là mỡ lợn. Bánh được cắt thành từng khối vuông nhỏ, gói giấy bạc thành hộp nhỏ, lớn hay gói giấy thấm mỡ thành từng thỏi vàng. Bánh thường được dùng khi uống trà tàu hay chè xanh, khi đó sẽ tạo cảm giác thư thái. Địa phương làm bánh đậu xanh nổi tiếng ở Hải Phòng.